# Noxocremastus chopardi
Noxocremastus chopardi är en stekelart som först beskrevs av Pierre L. G. Benoit 1953.  Noxocremastus chopardi ingår i släktet Noxocremastus och familjen brokparasitsteklar. Inga underarter finns listade i Catalogue of Life.